# Lourence Ilagan
Lourence Ilagan (Manila, 1978. február 11. –) fülöp-szigeteki dartsjátékos. 2000-től 2011-ig a British Darts Organisation, majd 2012-től a Professional Darts Corporation tagja. Beceneve "The Gunner".

## Pályafutása
Ilagan kétszeres negyeddöntős volt karrierje kezdetén (2000 és 2006) a WDF Asia-Pacific Cup tornán. A következő években több tornán is döntőbe jutott, 2006-ban és 2007-ben a Philippines Open-en, valamint a 2008-as Malaysian Open-en. 2008-ban megnyerte a fülöp-szigeteki Nemzeti Darts Szövetség selejtezőjét, így kijutott a 2009-es PDC-dartsvilágbajnokságra, ahol a selejtező körben 5–2-re (leg) kikapott a finn Marko Kantelétől.
A 2009-es BDO által szervezett Winmau World Masters nagytornán az elődöntőig jutott, miután a korábbi fordulókban legyőzte a második helyen kiemelt Scott Waites-t és Steve Westet is. Az elődöntőben végül Robbie Greentől kapott ki.
Ilagan Christian Perezzel együtt képviselte a Fülöp-szigeteket a 2012-es PDC World Cup of Darts-on, ahol az első körben 5–3-ra kikaptak az Egyesült Államok párosától.
A fülöp-szigeteki selejtezőn keresztül újra kvalifikálta magát a 2013-as PDC-dartsvilágbajnokságra, amelynek selejtező körében 3–1-es hátrányból 4–3-as győzelmet aratott Jamie Lewis ellen. Az első fordulóban Colin Osborne-nal találkozott, akitől 3–0-ra kikapott. A 2013-as World Cup of Darts-on ismét Perezzel szerepelt volna, de utazási problémák miatt vissza kellett lépniük a vb-től. Ugyanebben az évben megnyerte a Hong Kong Open-t.
A 2013-as szoft-dartsvilágbajnokság döntőjében 4–1-re győzte le honfitársát, Perezt, miután Stephen Buntingot a negyeddöntőben, Randy van Deursent pedig az elődöntőben ejtette ki.
Ilagan megnyerte a 2015-ös Soft Tip Dartslive Asia Open-t, amelynek döntőjében Hyun Chul Park-ot győzte le. A 2015-ös World Cup of Darts-on immáron Gilbert Ulang volt a csapattársa, de az első körben 5–1-re ismét kikaptak Belgiumtól. Ugyanebben az évben Daisuke Akamatsu felett aratott győzelmével megnyerte a Malaysian Open-t, és döntőt játszott a fülöp-szigeteki vb-selejzetőn, amelyen 3–2-re kapott ki Alex Tagaraótól, így nem jutott ki a 2016-os PDC-dartsvilágbajnokságra.
2018-tól Ilagan részt vett a PDC által újonnan alapított PDC Asian Tour-on. A 2018-as Asian Tour ranglista első helyén végzett, amellyel kvalifikálta magát a 2019-es PDC-dartsvilágbajnokságra, amely hat év után az első világbajnoksága volt. A vb első körében 3–1-re kikapott Vincent van der Voorttól.
A 2023-as PDC-dartsvilágbajnokságon Ilagan megszerezte élete első győzelmét a vb-ken, amelynek első körében döntő legben legyőzte a szintén fülöp-szigeteki származású osztrák Rowby-John Rodriguezt.
2024-ben megnyerte az első PDC Asian Championship tornát, a döntőben 7–3-ra legyőzte honfitársát, Sandro Eric Sosingot. Győzelmével kvalifikálta magát a 2024-es Grand Slam of Darts nagytornára, ahol egy csoportba került a legutóbbi világbajnoki döntős és Premier League-bajnok Luke Littlerrel, a UK Open-bajnok Dimitri Van den Bergh-el és Keane Barry-vel. Végül mindhárom meccsén kikapott, a csoport utolsó helyén végzett és kiesett.

## Világbajnoki szereplései

### PDC
- 2009: Selejtező kör (vereség  Marko Kantele ellen 2–5) (leg)
- 2013: Első kör (vereség  Colin Osborne ellen 0–3)
- 2019: Első kör (vereség  Vincent van der Voort ellen 1–3)
- 2020: Első kör (vereség  Cristo Reyes ellen 2–3)
- 2021: Első kör (vereség  Ryan Murray ellen 1–3)
- 2022: Első kör (vereség  Raymond van Barneveld ellen 0–3)
- 2023: Második kör (vereség  Dimitri Van den Bergh ellen 0–3)
- 2024: Első kör (vereség  Matt Campbell ellen 2–3)
- 2025: Első kör (vereség  Luke Woodhouse ellen 0–3)

## Tornagyőzelmei
| PDC Asian Tour - PDC Asian Tour (Hong Kong): 2023 - PDC Asian Tour (Kobe): 2023 - PDC Asian Tour (Kuala Lumpur): 2018 - PDC Asian Tour (Macau): 2018 (x2) - PDC Asian Tour (Manila): 2018 - PDC Asian Tour (Palo): 2019 - PDC Asian Tour (Penang): 2024 - PDC Asian Tour (Qingdao): 2024 - PDC Asian Tour (Singapore): 2024 - PDC Asian Tour (Taipei): 2019 (x2) | - Philippines Open: 2005, 2011 - PDC Asian Championship: 2024 - Hong Kong Open: 2013 - Malaysian Open: 2015 - Philippines Cup: 2011 - Philippines Masters: 2007, 2011 - PDC Philippines Qualifier: 2012, 2021 - Dartslive Grand Final: 2013 - Dartslive Asia: 2015 - Dartslive China: 2013 - Dartslive Hong Kong: 2012 - Dartslive Las Vegas: 2012, 2013 - WDF Asia-Pacific Cup (csapat): 2006 |

## Fordítás
Ez a szócikk részben vagy egészben  a   Lourence Ilagan című angol Wikipédia-szócikk ezen változatának fordításán alapul.  Az eredeti cikk szerkesztőit annak laptörténete sorolja fel. Ez a jelzés csupán a megfogalmazás eredetét és a szerzői jogokat jelzi, nem szolgál a cikkben szereplő információk forrásmegjelöléseként.